# Un altro mondo (film 2021)
Un altro mondo (Un autre monde) è un film del 2021 diretto da Stéphane Brizé.
Ultimo film di una trilogia del regista sul mondo del lavoro dopo La legge del mercato (2015) e In guerra (2018), è stato presentato in concorso alla 78ª Mostra internazionale d'arte cinematografica di Venezia.

## Trama
Philippe Lemesle dirige un sito industriale che appartiene a una multinazionale americana. Gli viene ordinato di licenziare 58 persone, anche se di recente ci sono stati tagli al personale e i dipendenti sono già sotto pressione. Si trova in bilico tra le ingiunzioni della direzione e la resistenza dei suoi capi reparto, che ritengono che il sito non possa più funzionare con un organico troppo ridotto.
Allo stesso tempo, la moglie Anne chiede il divorzio perché non sopporta più che la vita professionale del marito cannibalizzi la loro vita privata, e il figlio Lucas ha gravi problemi psicologici al punto da dover essere ricoverato in ospedale.
Philippe cerca di trovare una via d'uscita elaborando un piano alternativo per realizzare i risparmi necessari senza licenziare il personale, ma viene respinto bruscamente dalla direzione americana.
In azienda circolano voci e i rappresentanti del personale vengono a chiedergli se è in programma un piano sociale. Quando viene incalzato, alla fine assicura loro che non sono previsti licenziamenti.
Ma uno dei sindacalisti registra di nascosto la conversazione e, quando finalmente viene annunciato il piano di licenziamenti, rende pubblica la registrazione. Philippe si ritrova licenziato senza indennizzo per cattiva condotta. Claire Bonnet Guérin, direttrice della filiale francese del gruppo, gli offre tuttavia un accordo a condizione che accetti di passare la responsabilità al suo vice, che sarà licenziato. Philippe rifiuta.

## Distribuzione
Il film è stato presentato in anteprima il 10 settembre 2021 in concorso alla 78ª Mostra internazionale d'arte cinematografica di Venezia.
In Italia è stato distribuito nelle sale cinematografiche il 1º aprile 2022.

## Riconoscimenti
- 2021 - Mostra internazionale d'arte cinematografica
  - In concorso per il Leone d'oro al miglior film